# Bradley Efron
Bradley Efron (Saint Paul, 24 maggio 1938) è uno statistico statunitense, noto per aver ideato nel 1979 il metodo bootstrap, tecnica moderna di inferenza statistica.
Nel 1990 gli è stato assegnato il Premio Samuel S. Wilks.

## Scritti
- Bradley Efron, Bootstrap Methods: Another Look at the Jackknife, in The Annals of Statistics, vol. 7, n. 1, 1979,  pp. 1-26.
- Bradley Efron, Robert Tibshirani, An Introduction to the Bootstrap, Chapman & Hall/CRC, 1994.
- Efron, B. (1979). Computer and the theory of statistics: thinking the unthinkable. SIAM Review.
- Efron, B. (1981). Nonparametric estimates of standard error: The jackknife, the bootstrap and other methods. Biometrika, 68, 589-599.
- Efron, B. (1982). The jackknife, the bootstrap, and other resampling plans. Society of Industrial and Applied Mathematics CBMS-NSF Monographs, 38.
- Diaconis, P. & Efron, B. (1983). Computer-intensive methods in statistics. Scientific American, May, 116-130.
- Efron, B. (1983). Estimating the error rate of a prediction rule: improvement on cross-validation. J. Amer. Statist. Assoc.
- Efron, B. (1985). Bootstrap confidence intervals for a class of parametric problems. Biometrika.
- Efron, B. (1987). Better bootstrap confidence intervals. J. Amer. Statist. Assoc.
- Efron, B. (1990). More efficient bootstrap computations. J. Amer. Statist. Assoc.
- Efron, B. (1991). Regression percentiles using asymmetric squared error loss. Statistica sinica.
- Efron, B. (1992). Jackknife-after-bootstrap standards errors and influence functions. in Journal of hte Royal Statistical Society
- Efron, B., & Tibshirani, R. J. (1993). An introduction to the bootstrap. New York: Chapman & Hall, software.